# 대한민국 형법 제190조
대한민국 형법 제190조는 미수범에 대한 형법각칙의 조문이다.

## 조문
제190조(미수범) 제185조 내지 제187조의 미수범은 처벌한다.